# Пук ван Хел
Герардус Хенрикус Пук ван Хел (хол. Gerardus Henricus Puck van Heel; Ротердам, 21. јануар 1904 — Ротердам, 19. децембар 1984) био је холандски фудбалер. Одиграо је 64 утакмице за фудбалску репрезентацију Холандије и играо је на светским првенствима 1934. и 1938. године. Такође је представљао Холандију на Летњим олимпијским играма 1928. Током своје клупске каријере, играо је за свој родни клуб Фајенорд. Обично је играо на позицији левог крила. Иако је био спор, Ван Хел је био технички поткован играч и био је познат као добар асистент.
Држао је холандски рекорд по броју наступа за репрезентацију од 4. априла 1937. године (када је изједначио рекорд са Харијем Денисем) до 22. маја 1979. године (када га је престигао Руд Крол).
Ван Хел је рођен на југу Ротердама. Био је четврто дете од њих једанаесторо, а одрастао је у римокатоличкој породици. Његов отац је радио на бродоградилиштима у Ротердаму. Придружио се аматерском клубу Фајенорда а за њега је дебитовао 12. октобра 1919. године.

## Играчка каријера
Ван Хел је био камен темељац успеха Фајенорда пре Другог светског рата, освојивши пет холандских шампионата и два купа. Током своје каријере, постао је капитен тима и фигура клуба. Такође је био један од 11 играча Фајенорда изабраних да играју на инаугурацији новог стадиона 27. марта 1937. Стадион је назван Стадион Фајенорда, али ће постати познат као Де Кујп. Утакмица је одиграна против белгијског Бершота и гледало ју је 37.825 гледалаца. Фајенорд је био победник са коначним резултатом 5–2.
Ван Хел је своју прву међународну утакмицу одиграо са 21 годином, 19. априла 1925.  Биће део холандског тима наредних 13 година, све до пензионисања са међународне сцене 23. октобра 1938. Његова последња утакмица, нерешен резултат 2–2 са Данском, била је његова 64. утакмица за репрезентацију Холандије.  Изједначио је рекорд Харија Дениса од 56 утакмица 4. априла 1937. а своју 57. утакмицу за репрезентацију је одиграо 2. маја 1937, обе утакмице су биле против Белгије. Остао је холандски играч са највише наступа за репрезентацију све до 1979. када је Руд Крол премашио тај број.
Ван Хел је играо на светским првенствима 1934. и 1938. Холандију је тада водио енглески селектор Боб Гленденинг.

## Трофеји

### Клуб
Фајенорд
- Ередивизија: 1923/24, 1927/28, 1935/36, 1937/38, 1939/40; другопласирани: 1930/31, 1931/32, 1932/33, 1936/37.
- Куп Холандије: 1930, 1935; другопласирани: 1934.